# Équitation aux Jeux méditerranéens de 2022
Navigation
Tarragone 2018
Les épreuves d'équitation des Jeux méditerranéens de 2022 ont lieu à Oran, en Algérie, du 1er au 3 juillet 2022.
Deux épreuves sont disputées.

## Podiums
| Épreuves                     | Or                                                         | Argent                                                             | Bronze                                                               |
| ---------------------------- | ---------------------------------------------------------- | ------------------------------------------------------------------ | -------------------------------------------------------------------- |
| Saut d'obstacles individuel  | Ahmad Hamcho sur Caldero                                   | Chadi Gharib sur Cabernet De Mars                                  | Mohamed Talaat sur Darshan                                           |
| Saut d'obstacles par équipes | Syrie Amre Hamcho Ahmad Saer Hamcho Laith Ali Chadi Gharib | Égypte Mouda Zeyada Mohamed Weaam Mohamed El-Naggar Mohamed Talaat | Turquie Hasan Senturk Ozgur Ozkan Ahmet Berk Başeğmez Sencer Horasan |

## Tableau des médailles
*  Pays organisateur 
| Rang  | Nation  | Or | Argent | Bronze | Total |
| ----- | ------- | -- | ------ | ------ | ----- |
| 1     | Syrie   | 2  | 1      | 0      | 3     |
| 2     | Égypte  | 0  | 2      | 0      | 2     |
| 3     | Turquie | 0  | 0      | 1      | 1     |
| Total | Total   | 2  | 2      | 2      | 6     |